# 東唐津站

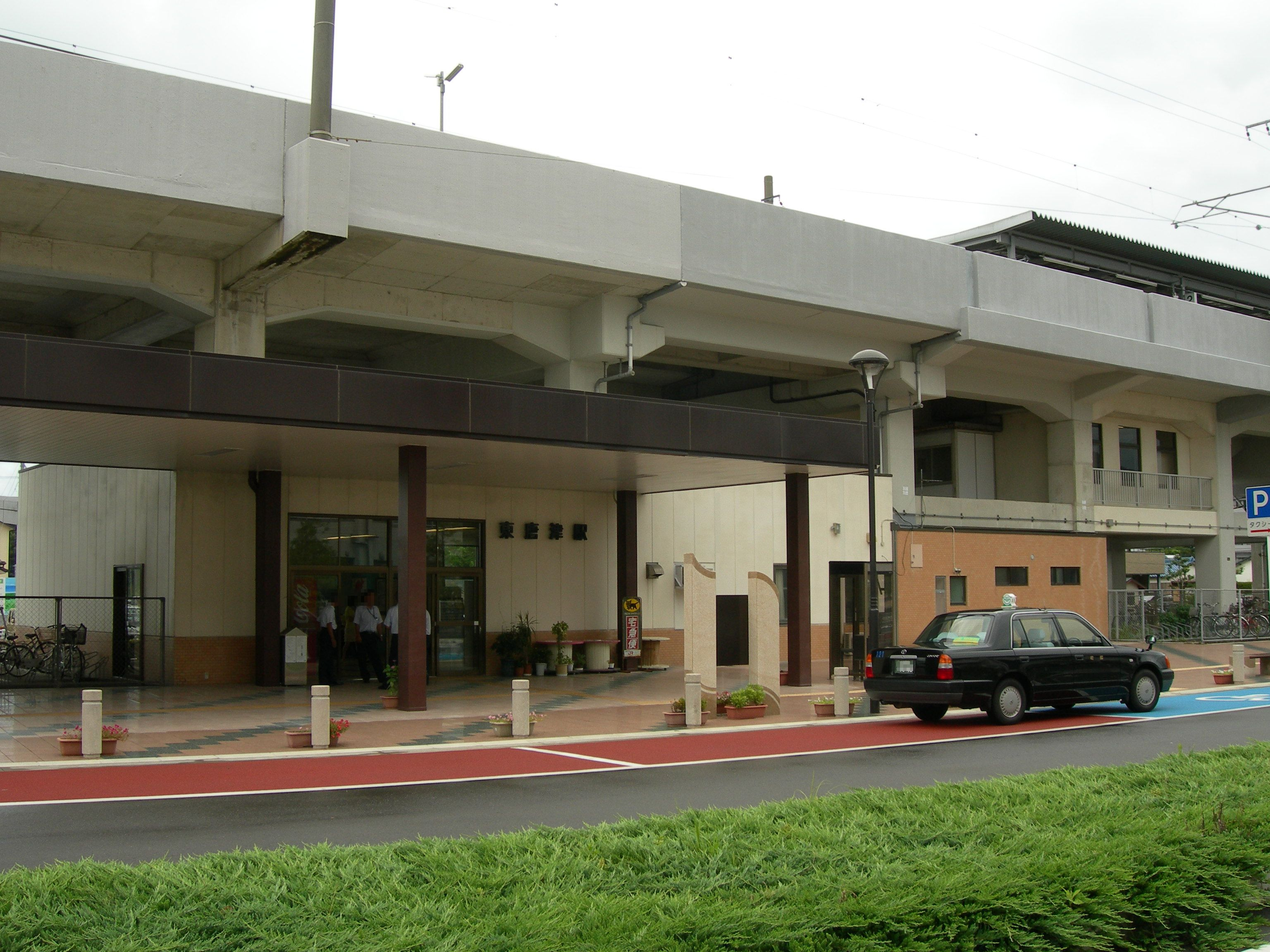
南出口（2009年8月13日）

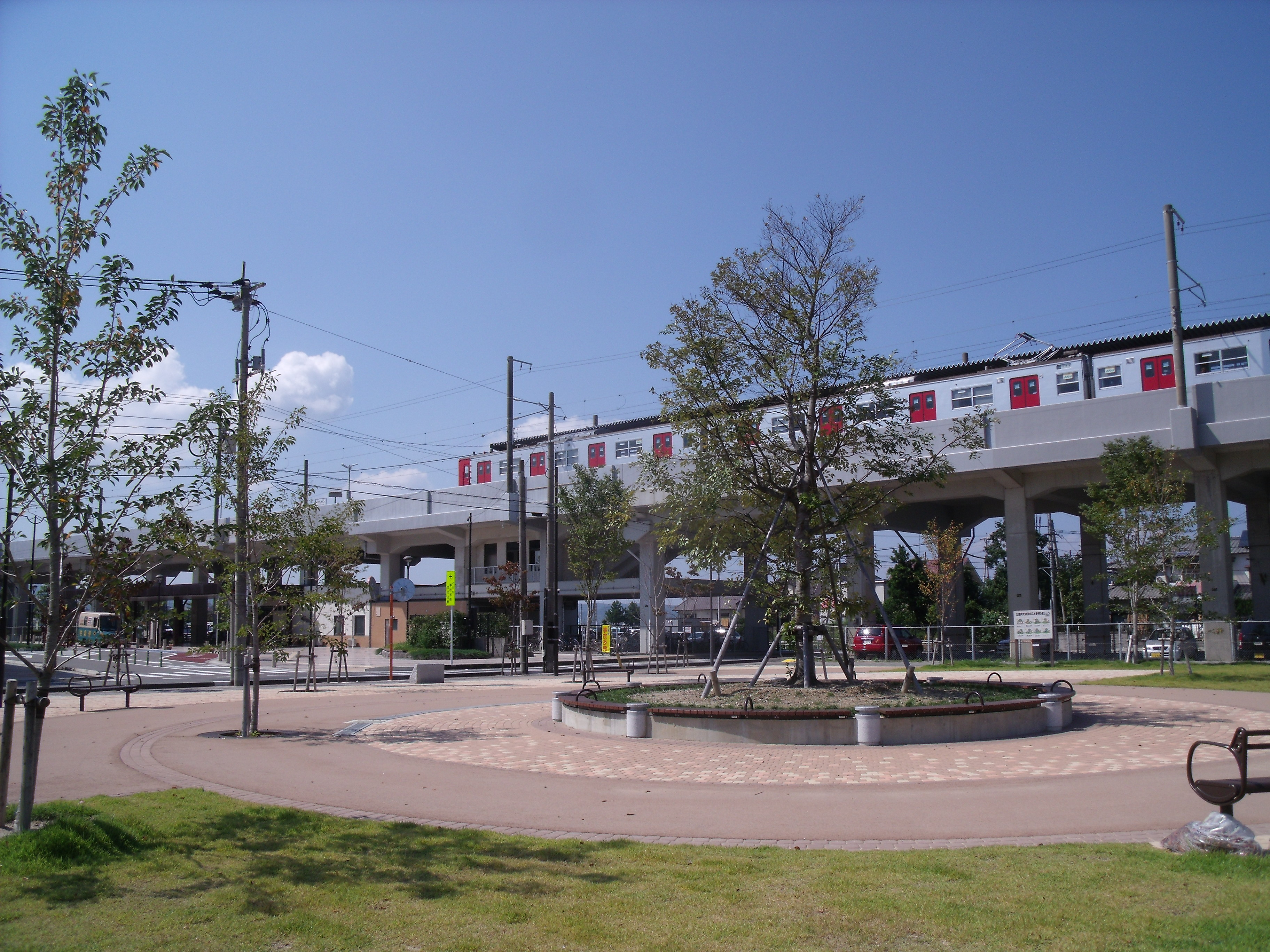
南出口站前公園（2009年9月13日）

東唐津站（日语：／ Higashi-Karatsu eki */?）是位於佐賀縣唐津市松南町108番3號，九州旅客鐵道（JR九州）的筑肥線車站。車站編號為JK18。

## 歷史
現時的東唐津站已經是第二代。第一代車站位於現時車站西北方1公里，於松浦川右岸河口附近的唐津市東唐津位置。在筑肥線啟用當初，由於松浦川河口較寬，當時建橋技術不可以建設橋樑跨越該川。因此當時此站為筑肥線的折返式車站，路線沿松浦川右岸前往山本站附近跨越河川於山本站連接唐津線。
當時，唐津市的代表車站是唐津站，為唐津線的中間車站。在唐津市中心前往博多站方向時，一般會先乘坐巴士或的士前往此站，再轉乘列車前往博多站方向，因此實際上此站成為唐津市中心車站。在1983年，隨著筑肥線部分路段電氣化，同時該線的走線變更，虹之松原站至山本站之間的舊走線廢止。虹之松原站至唐津站之間使用了新走線，同時東唐津站也遷移至現地。
舊東唐津站遺址現時建設了Hotel & Resorts SAGA-KARATSU。
- 1925年（大正14年）6月15日 - 北九州鐵道（日语：北九州鉄道）虹之松原至此站之間開通，此站啟用。當時車站位於東唐津4丁目。
- 1929年（昭和4年）4月1日 - 北九州鐵道此站至山本站之間開通。
- 1937年（昭和12年）10月1日 - 北九州鐵道被國有化，成為鐵道省筑肥線。
- 1983年（昭和58年）3月22日 - 筑肥線新線開通（舊線同日廢止）。車站遷移至現地。綠色窗口遷移至唐津站[1]。
- 1987年（昭和62年）4月1日 - 伴隨國鐵分割民營化，車站由九州旅客鐵道（JR九州）營運[2]。
- 2008年（平成20年）6月 - 南出口的迴旋路改善工程完成。設置了ISDN公共電話和周邊資訊板。
- 2010年（平成22年）
  - 3月13日 - 此站可以使用IC卡「SUGOCA」[3]。
  - 11月1日 - 升降機開始運作。同時設置了盲鈴（日语：盲導鈴）和多用途廁所。
- 2014年（平成26年）1月28日 - 在約31年後再次開設綠色窗口[4]。

## 車站構造
車站是一座高架車站，設有1面2線的島式月台。閘口與月台之間設有樓梯和升降機連接。車站大樓（車站大堂）位於高架橋下。商店在2010年秋天起結業，遺址變成為自動販賣機。
此站是業務委託車站，委托JR九州鐵道營業負責車站業務。此站設有MARS系統和SUGOCA簡易閘機。
第一代的車站是一座地面車站，設有1面2線的港灣式月台，同時為折返式構造。當時設有車站內有售賣便當，也有綠色窗口、觀光詢問處和行李起卸櫃臺。於站內設有貨物月台、貨物編組場、東唐津柴油列車區、唐津保線區和博多車掌區東唐津分區。

### 月台
| 月台 | 路線   | 上下行 | 方向                           |
| ---- | ------ | ------ | ------------------------------ |
| 1    | 筑肥線 | 上行   | 筑前前原、天神、博多、機場方向 |
| 2    | 筑肥線 | 下行   | 唐津、西唐津方向               |

## 使用狀況
在2018年（平成30年）度，1日平均乘車人次為852人
| 乘車人次變化   | 乘車人次變化 |
| 年度           | 1日平均人次  |
| -------------- | ------------ |
| 2000年（閏年） | 784          |
| 2001年         | 780          |
| 2002年         | 597          |
| 2003年         | 586          |
| 2004年（閏年） | 545          |
| 2005年         | 524          |
| 2006年         | 527          |
| 2007年         | 656          |
| 2008年（閏年） | 860          |
| 2009年         | 833          |
| 2010年         | 852          |
| 2011年         | 841          |
| 2012年（閏年） | 835          |
| 2013年         | 830          |
| 2014年         | 830          |
| 2015年         | 833          |
| 2016年（閏年） | 821          |
| 2017年         | 850          |
| 2018年         | 852          |

## 車站周邊

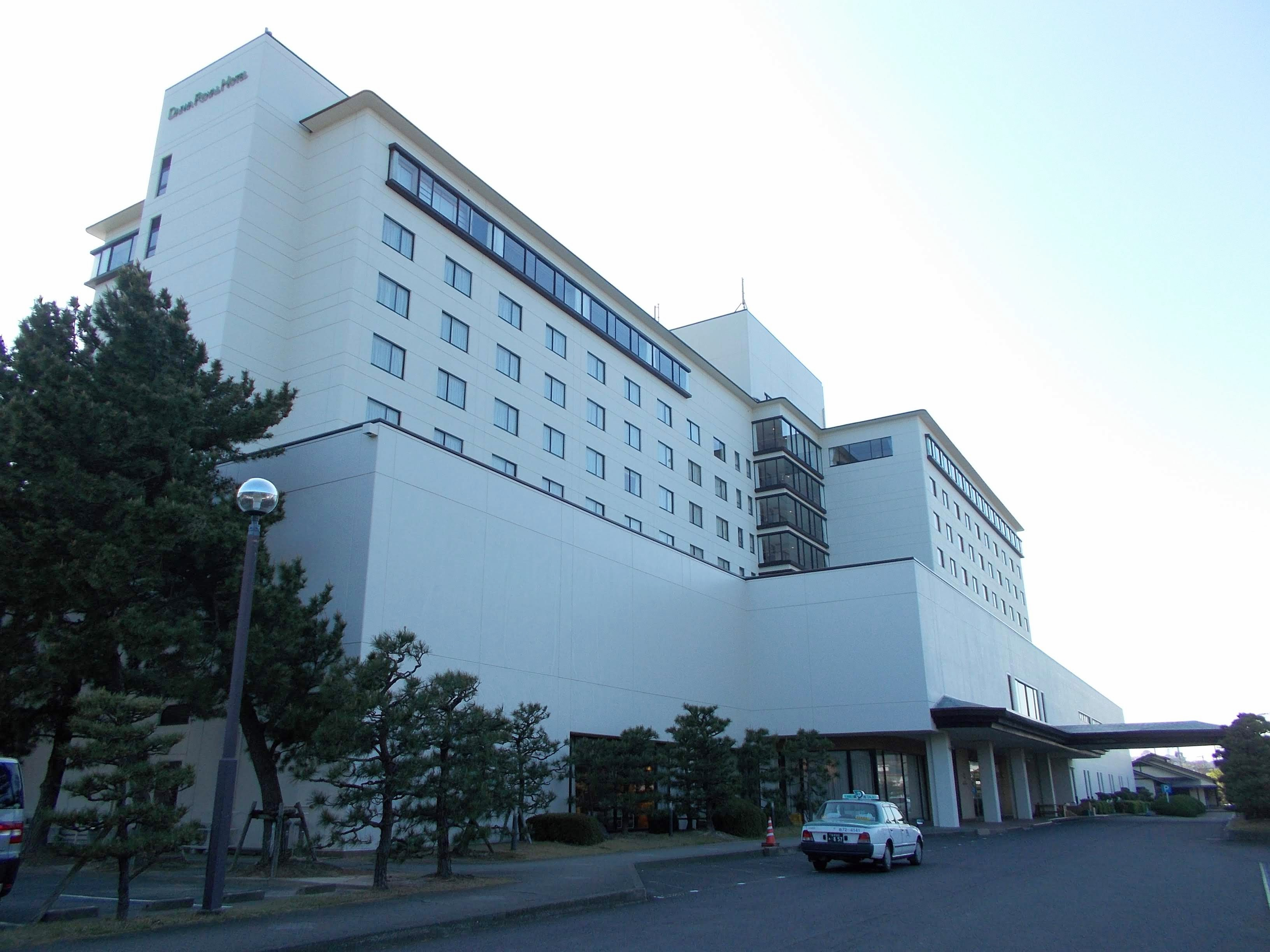
位於舊東唐津站遺址的Hotel & Resorts SAGA-KARATSU（2019年4月15日）

車站位於松浦川右岸位置，對面岸為唐津市市區。車站周邊有許多公寓大廈

### 南出口
- 河畔醫院（醫療法人松籟會）
- 佐賀大學海濱台地生物生產研究中心
- 唐津警署（日语：唐津警察署）鏡派出所
- 佐賀縣立唐津東中學·高等學校（日语：佐賀県立唐津東中学校・高等学校）
- 唐津賽艇場（日语：唐津競艇場）

### 北出口
- 虹之松原汽車學校
- 唐津商學院（日语：唐津ビジネスカレッジ）
- 虹之松原

### 舊東唐津站周邊
- Hotel & Resorts SAGA-KARATSU（日语：DAIWA ROYAL HOTEL）（舊東唐津站遺址）
- 佐賀縣道347号虹之松原線（日语：佐賀県道347号虹の松原線）、唐津街道（日语：唐津街道）
- 唐津城（舞鶴公園）
- 唐津警署東唐津連絡所

## 其他
- 旅行作家宮脇俊三（日语：宮脇俊三）在1975年年尾前往唐津線乘坐尾段區間唐津站至西唐津站之際。他從博多站轉車至此站，當時此站還是折返式構造，因此列車會停在此站一段時間，加上需要在山本站轉乘唐津線，因此他在東唐津站轉乘的士前往西唐津站轉乘唐津線列車。而是在東唐津站繼續乘筑肥線列車前往山本站。該特別的行程收錄在「時間表2萬公里（日语：時刻表2万キロ）」第3章部分頁面中。
- 此站距離唐津賽艇場最近，因此此站設有免費巴士前往場地。另外，賽艇從業員乘坐鐵路後，可在賽艇窗口交付已使用的單程車票，以退還單程車票車費，該措施在2011年4月起廢止。

## 相鄰車站
九州旅客鐵道（JR九州）
筑肥線
■快速
濱崎（JK16）－東唐津（JK18）－和多田（JK19）
■普通
虹之松原（JK17）－東唐津（JK18）－和多田（JK19）

### 曾經存在的路線
日本國有鐵道
筑肥線（舊線）
虹之松原－東唐津－鏡

## 注腳
1. ↑  国鉄監修『交通公社の時刻表』1983年4月号
2. ↑  九州鉄道百年祭実行委員会・百年史編纂部会 (编).  初版. 九州旅客鉄道. 1988: 181 （日语）.
3. ↑  . 交通新聞 (交通新聞社). 2010-03-16: 3 （日语）.
4. ↑  『JR時刻表』2014年2月号，交通新聞社。
5. ↑   (PDF). 九州旅客鉄道.   [2020-05-23]. （原始内容存档 (PDF)于2019-12-06） （日语）.
6. ↑  12-7　鉄道乗降客数及び貨物発着トン数 （页面存档备份，存于）（日語） 佐賀縣統計年鑑（2017年版），佐賀縣總務部統計分析課

## 外部連結
- 東唐津（車站資訊） - 九州旅客鐵道（日語）
- .   [2011-09-05]. （原始内容存档于2011-08-06） （日语）.
- .   [2011-09-05]. （原始内容存档于2016-03-04） （日语）.
- . 國土交通省.   [2011-09-05]. （原始内容存档于2014-04-16） （日语）.